# Семак Сергій Богданович
Сергій Богданович Семак (рос. Семак Сергей Богданович, * 27 лютого 1976, с. Сичанське, Луганська область, Українська РСР, СРСР) — російський футболіст, півзахисник, згодом футбольний тренер, з 2018 року очолює тренерський штаб санкт-петербурзького «Зеніта».
У 1997—2010 рр. грав за національну збірну Росії.

## Клубна кар'єра
Народився 27 лютого 1976 у с. Сичанське Ворошиловградської області (нині Луганська область).
Сергій Семак — один з небагатьох сучасних футболістів у російському футболі, який закінчив школу з золотою медаллю. Випускник Луганського училища олімпійського резерву. Перший тренер — Валерій Васильович Білокобильський.
Після закінчення училища Сергія Семака запросили до футбольного клубу «Асмарал», проте у вищій лізі вдалося дебютувати лише в 1993 р. Дебютував проти «Жемчужини» і в першій грі забив м'яч. На той час йому було 17 років. Він є одним із 16 футболістів, яким вдалося забити м'яч в 17-річному віці у вищій лізі чемпіонату Росії.
Більшу частину своєї кар'єри провів у «ЦСКА» (10 років), де зумів стати капітаном, справжнім символом клубу. У команду його особисто запросив Олександр Тарханов. При цьому у Семака був чинний контракт з «Асмаралом», але ЦСКА не домовився з президентом клубу Аль-Халіді і просто призвав гравця в армію. Після закінчення терміну служби Семак повинен був повернутися в «Асмарал» і відпрацювати контракт. За «ЦСКА» дебютував у грі Кубка Кубків проти угорського «Ференцвароша» (ЦСКА переміг 2:1). Восени 1996 року після матчу першого раунду Кубка УЄФА проти нідерландського «Феєнорда» підписав з роттердамським клубом особистий контракт, але клуби не змогли домовитися про суму трансферу. Взимку 1997 року Семак разом з Тархановим і рядом гравців перейшов у «Торпедо», але ні автозаводці, ні президент московського «Динамо» Микола Толстих, також хотів бачити Семака у своїй команді, не зуміли домовитися з Аль-Халиди, і гравець повернувся в ЦСКА. Потім Семак міг виїхати грати за іспанський «Реал Ов'єдо».

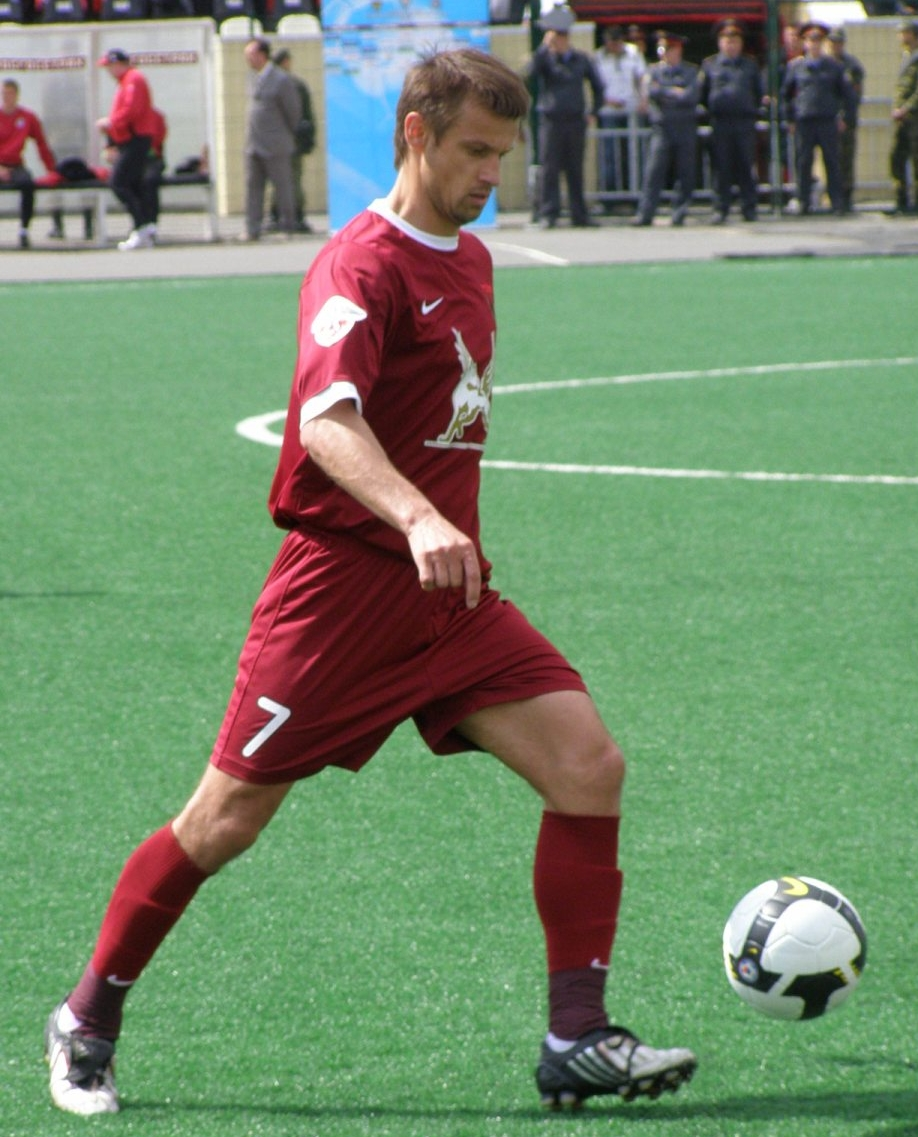
Сергій Семак під час виступів за «Рубін». 2009 рік.

Особливо яскравою була гра Сергія у матчі Ліги чемпіонів 2004—2005, коли 29 вересня 2004 року в матчі проти «Парі Сен-Жермена» футболіст забив гол і заробив пенальті, а 7 грудня в гостьовому матчі проти цієї ж команди оформив хет-трик. В результаті французи вирішили придбати гравця у свою команду, але за кордоном проявити себе Сергію не вдалося, і він незабаром перейшов у футбольний клуб «Москва». 22 квітня 2007 року забив сотий гол (у ворота своєї колишньої команди ЦСКА) в матчах на вищому рівні, ставши членом «Клубу 100» газети «Спорт-Експрес» (також входить в Клуб Григорія Федотова).
В кінці січня 2008 року перейшов у казанський «Рубін», з яким підписав трирічний контракт. На сезон 2008 року Семак був обраний капітаном команди. 16 березня дебютував у складі казанців в матчі 1-го туру чемпіонату Росії з командою «Локомотив», що завершився перемогою 1:0. Свій перший м'яч за «Рубін» забив у матчі 3-го туру з «Зенітом», що завершився несподіваною перемогою 1:3 — ця гра стала для Семака 350-ю у вищій лізі чемпіонату Росії.
4 листопада 2009 року під час домашнього матчу «Рубіна» з «Барселоною» в рамках групового етапу Ліги чемпіонів, що завершився нульовою нічиєю, у Семака народилася дочка Варвара. У грудні 2009 року продовжив контракт з «Рубіном» до 2012 року.

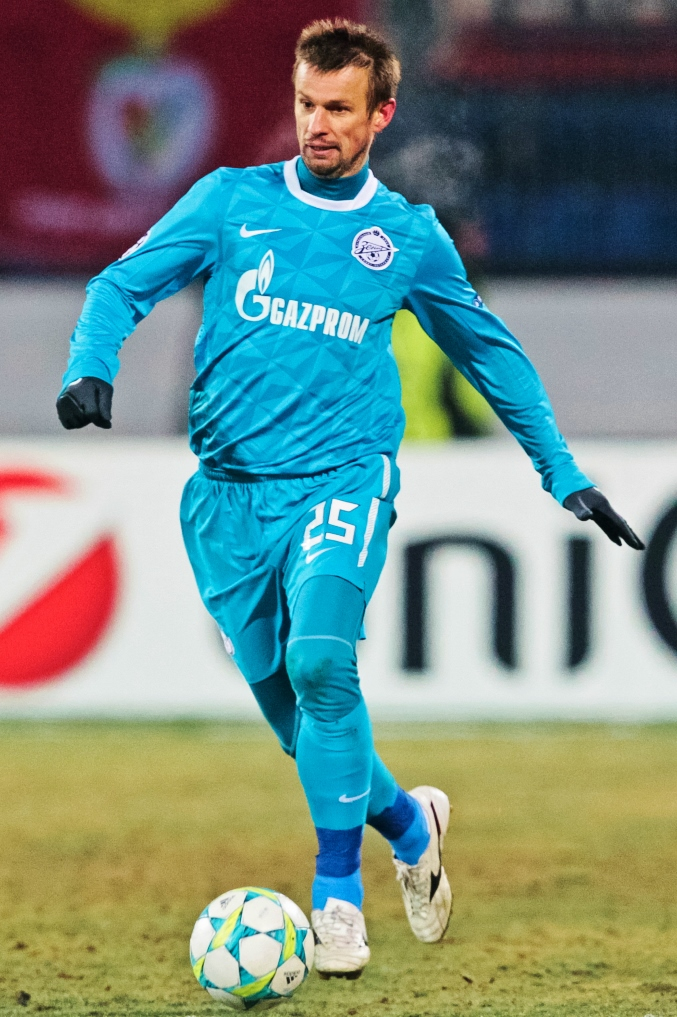
Сергій Семак у складі «Зеніту». 2012 рік.

6 серпня 2010 року Семак перейшов у петербурзький «Зеніт», підписавши контракт на 2,5 роки; сума трансферу склала 2 млн євро. Ще 500 тис. євро «Зеніт» заплатив би в разі виходу Сергія в матчі другого кола проти «Рубіна», але цього не сталося.
У березні 2011 року в матчі з ЦСКА Семак отримав перелом плеснової кістки. У липні стався рецидив травми.
У вищому дивізіоні чемпіонату Росії зіграв 455 матчів (перше місце серед всіх гравців в історії, забив 102 м'яча (п'ятий показник в історії чемпіонатів Росії після Олега Веретенникова, Дмитра Лоськова, Олександра Кержакова і Дмитра Кириченка). Сотий м'яч був забитий 6 травня 2012 року в складі «Зеніту» в матчі проти московського «Спартака». У першому дивізіоні Росії зіграв 13 матчів, забив 2 голи, в другому дивізіоні Росії зіграв 44 матчі, забив 7 голів, в третьому дивізіоні Росії зіграв 7 матчів, забив 3 голи в першому дивізіоні Франції зіграв 26 матчів, забив 1 гол.

## Кар'єра в збірній
Семак дебютував за збірну в 1997 році і взяв участь в ЧС-2002 в Південній Кореї і Японії, але не провів жодного матчу на турнірі.
23 травня 2008 року Сергій після перерви повернувся в збірної Росії: на матчі проти Казахстану Семак був капітаном команди. Продовжив виконувати цю функцію він і на чемпіонаті Європи 2008 року, а 14 червня в матчі 2-го туру групового турніру футболіст відзначився гольовою передачею. 21 червня 2008 року матч 1/4 фіналу чемпіонату Європи Нідерланди — Росія (1:3) став для Сергія Семака 50-м у національній команді, в цьому матчі він також відзначився гольовою передачею.
У серпні 2010 року новий головний тренер збірної Росії Дік Адвокат повідомив, що невиклик Семака в збірну пов'язаний з тим, що йому вже 34 роки, а на Євро-2012 буде 36, тому ставка робитиметься на інших футболістів. В підсумку Семак не потрапив в заявку на чемпіонат Європи 2012 року, оскільки в півзахисті зібралася достатня кількість досвідчених гравців.
У серпні 2012 року потрапив у розширений склад збірної Росії на матчі відбіркового циклу чемпіонату світу 2014 року, але за збірну більше не зіграв жодного матчу.

## Тренерська кар'єра

### «Зеніт»
19 квітня 2013 року Семак заявив, що його контракт, який закінчується 31 травня, за домовленістю з клубом продовжений не буде. По закінченні сезону Семак продовжив кар'єру в тренерському штабі петербурзького «Зеніту» як помічник Лучано Спаллетті. Угода була розрахована на три роки.
11 березня 2014 року Семак був призначений виконувачем обов'язків головного тренера «Зеніту» після звільнення Лучано Спаллетті. Під його керівництвом команда провела два матчі — 15 березня в 21-му турі чемпіонату Росії програла в гостях ЦСКА 0:1, а 19 березня виграла в матчі-відповіді 1/8 фіналу Ліги чемпіонів у дортмундської «Боруссії» в гостях 2:1. 20 березня поступився місце Андре Віллаш-Боашу, залишившись у його штабі.
У вересні — жовтні 2015 керував «Зенітом» в шести матчах чемпіонату Росії у зв'язку з дискваліфікацією Віллаш-Боаша. Після відходу португальця Семак продовжив працювати в штабі Мірчі Луческу, проте неодноразово висловлював бажання почати самостійну тренерську роботу.

### Збірна Росії
31 серпня 2014 разом із Ігорем Сімутенковим увійшов до тренерського штабу збірної Росії під проводом Фабіо Капелло. Після відходу Капелло зі збірної Семак зберіг свій пост в тренерському штабі Леоніда Слуцького і в статусі тренера брав участь у Євро-2016. Після того, як збірну очолив Станіслав Черчесов, 29 серпня 2016 року Семак залишив тренерський штаб команди.

### «Уфа»
30 грудня 2016 року «Уфа» оголосила про призначення Семака на пост головного тренера, яка стала першим клубом в самостійній тренерській кар'єрі Сергія. Угода була розрахована на півтора року. За результатами свого першого повного сезону роботи з «Уфою» 2017/18 вивів команду на шосте місце у чемпіонаті Росії, що стало рекордом в історії уфимської команди.

### Повернення до «Зеніта»
29 травня 2018 року було оголошено про призначення Семака головним тренером санкт-петербурзького «Зеніта», де він раніше входив до тренерських штабів Лучано Спаллетті та Андре Віллаш-Боаша.

## Статистика

### Клубна
| Клуб              | Сезон             | Ліга | Ліга | Кубки | Кубки | Єврокубки | Єврокубки | Разом | Разом |
| Клуб              | Сезон             | Ігри | Голи | Ігри  | Голи  | Ігри      | Голи      | Ігри  | Голи  |
| ----------------- | ----------------- | ---- | ---- | ----- | ----- | --------- | --------- | ----- | ----- |
| Асмарал           | 1993              | 8    | 1    | 1     | 0     | 0         | 0         | 9     | 1     |
| Асмарал           | Разом             | 8    | 1    | 1     | 0     | 0         | 0         | 9     | 1     |
| ЦСКА              | 1994              | 5    | 1    | 2     | 1     | 1         | 0         | 8     | 2     |
| ЦСКА              | 1995              | 22   | 4    | 1     | 1     | 0         | 0         | 23    | 5     |
| ЦСКА              | 1996              | 31   | 6    | 1     | 0     | 4         | 0         | 36    | 6     |
| ЦСКА              | 1997              | 32   | 5    | 2     | 1     | 0         | 0         | 34    | 6     |
| ЦСКА              | 1998              | 29   | 9    | 3     | 0     | 0         | 0         | 32    | 9     |
| ЦСКА              | 1999              | 29   | 12   | 4     | 1     | 2         | 0         | 35    | 13    |
| ЦСКА              | 2000              | 30   | 8    | 5     | 0     | 2         | 0         | 37    | 8     |
| ЦСКА              | 2001              | 26   | 5    | 0     | 0     | 0         | 0         | 26    | 5     |
| ЦСКА              | 2002              | 24   | 6    | 3     | 2     | 2         | 2         | 29    | 10    |
| ЦСКА              | 2003              | 24   | 7    | 0     | 0     | 0         | 0         | 24    | 7     |
| ЦСКА              | 2004              | 30   | 5    | 5     | 1     | 10        | 4         | 45    | 10    |
| ЦСКА              | Разом             | 282  | 68   | 26    | 10    | 21        | 6         | 329   | 84    |
| Парі Сен-Жермен   | 2004/05           | 13   | 1    | 0     | 0     | 0         | 0         | 13    | 1     |
| Парі Сен-Жермен   | 2005/06           | 13   | 0    | 0     | 0     | 0         | 0         | 13    | 0     |
| Парі Сен-Жермен   | Разом             | 26   | 1    | 0     | 0     | 0         | 0         | 26    | 1     |
| Москва            | 2006              | 28   | 7    | 3     | 0     | 4         | 0         | 35    | 7     |
| Москва            | 2007              | 29   | 5    | 9     | 3     | 0         | 0         | 38    | 8     |
| Москва            | Разом             | 57   | 12   | 12    | 3     | 4         | 0         | 73    | 15    |
| Рубін             | 2008              | 27   | 5    | 0     | 0     | 0         | 0         | 27    | 5     |
| Рубін             | 2009              | 26   | 6    | 3     | 0     | 6         | 0         | 35    | 6     |
| Рубін             | 2010              | 8    | 1    | 0     | 0     | 2         | 1         | 10    | 2     |
| Рубін             | Разом             | 61   | 12   | 3     | 0     | 8         | 1         | 72    | 13    |
| Зеніт             | 2010              | 12   | 2    | 0     | 0     | 5         | 0         | 17    | 2     |
| Зеніт             | 2011/12           | 20   | 5    | 2     | 0     | 7         | 2         | 29    | 7     |
| Зеніт             | 2012/13           | 16   | 2    | 2     | 1     | 4         | 1         | 20    | 4     |
| Зеніт             | Разом             | 48   | 9    | 4     | 1     | 16        | 3         | 68    | 13    |
| Всього за кар'єру | Всього за кар'єру | 482  | 103  | 45    | 13    | 49        | 10        | 576   | 127   |

### Збірної
| Матчі та голи Семака за збірну Росії | Матчі та голи Семака за збірну Росії | Матчі та голи Семака за збірну Росії | Матчі та голи Семака за збірну Росії | Матчі та голи Семака за збірну Росії | Матчі та голи Семака за збірну Росії |
| №                                    | Дата                                 | Опонент                              | Рахунок                              | Голи Семака                          | Змагання                             |
| ------------------------------------ | ------------------------------------ | ------------------------------------ | ------------------------------------ | ------------------------------------ | ------------------------------------ |
| 1                                    | 15 листопада 1997                    | Італія                               | 0:1                                  | -                                    | Відбіркові матчі ЧС-1998             |
| 2                                    | 18 лютого 1998                       | Греція                               | 1:1                                  | -                                    | Товариський матч                     |
| 3                                    | 22 квітня 1998                       | Туреччина                            | 1:0                                  | -                                    | Товариський матч                     |
| 4                                    | 27 травня 1998                       | Польща                               | 1:3                                  | -                                    | Товариський матч                     |
| 5                                    | 30 травня 1998                       | Грузія                               | 1:1                                  | -                                    | Товариський матч                     |
| 6                                    | 19 серпня 1998                       | Швеція                               | 0:1                                  | -                                    | Товариський матч                     |
| 7                                    | 5 вересня 1998                       | Україна                              | 2:3                                  | -                                    | Відбіркові матчі ЧЄ-2000             |
| 8                                    | 23 вересня 1998                      | Іспанія                              | 0:1                                  | -                                    | Товариський матч                     |
| 9                                    | 10 жовтня 1998                       | Франція                              | 2:3                                  | -                                    | Відбіркові матчі ЧЄ-2000             |
| 10                                   | 18 листопада 1998                    | Бразилія                             | 1:5                                  | -                                    | Товариський матч                     |
| 11                                   | 5 червня 1999                        | Франція                              | 3:2                                  | -                                    | Відбіркові матчі ЧЄ-2000             |
| 12                                   | 9 червня 1999                        | Ісландія                             | 1:0                                  | -                                    | Відбіркові матчі ЧЄ-2000             |
| 13                                   | 18 серпня 1999                       | Білорусь                             | 2:0                                  | -                                    | Товариський матч                     |
| 14                                   | 4 вересня 1999                       | Вірменія                             | 2:0                                  | -                                    | Відбіркові матчі ЧЄ-2000             |
| 15                                   | 9 жовтня 1999                        | Україна                              | 1:1                                  | -                                    | Відбіркові матчі ЧЄ-2000             |
| 16                                   | 23 лютого 2000                       | Ізраїль                              | 1:4                                  | -                                    | Товариський матч                     |
| 17                                   | 26 квітня 2000                       | США                                  | 2:0                                  | -                                    | Товариський матч                     |
| 18                                   | 31 травня 2000                       | Словаччина                           | 1:1                                  | -                                    | Товариський матч                     |
| 19                                   | 4 червня 2000                        | Молдова                              | 1:0                                  | -                                    | Товариський матч                     |
| 20                                   | 16 серпня 2000                       | Ізраїль                              | 1:0                                  | -                                    | Товариський матч                     |
| 21                                   | 2 вересня 2000                       | Швейцарія                            | 1:0                                  | -                                    | Відбіркові матчі ЧС-2002             |
| 22                                   | 28 лютого 2001                       | Греція                               | 3:3                                  | -                                    | Товариський матч                     |
| 23                                   | 24 березня 2001                      | Словенія                             | 1:1                                  | -                                    | Відбіркові матчі ЧС-2002             |
| 24                                   | 25 квітня 2001                       | Югославія                            | 1:0                                  | -                                    | Відбіркові матчі ЧС-2002             |
| 25                                   | 6 червня 2001                        | Люксембург                           | 2:1                                  | 1                                    | Відбіркові матчі ЧС-2002             |
| 26                                   | 15 серпня 2001                       | Греція                               | 0:0                                  | -                                    | Товариський матч                     |
| 27                                   | 1 вересня 2001                       | Словенія                             | 1:2                                  | -                                    | Відбіркові матчі ЧС-2002             |
| 28                                   | 5 вересня 2001                       | Фарерські острови                    | 3:0                                  | -                                    | Відбіркові матчі ЧС-2002             |
| 29                                   | 6 жовтня 2001                        | Швейцарія                            | 4:0                                  | -                                    | Відбіркові матчі ЧС-2002             |
| 30                                   | 13 лютого 2002                       | Ірландія                             | 0:2                                  | -                                    | Товариський матч                     |
| 31                                   | 17 травня 2002                       | Білорусь                             | 1:1                                  | -                                    | Кубок LG                             |
| 32                                   | 21 серпня 2002                       | Швеція                               | 1:1                                  | -                                    | Товариський матч                     |
| 33                                   | 7 вересня 2002                       | Ірландія                             | 4:2                                  | -                                    | Відбіркові матчі ЧЄ-2004             |
| 34                                   | 16 жовтня 2002                       | Албанія                              | 4:1                                  | 2                                    | Відбіркові матчі ЧЄ-2004             |
| 35                                   | 29 березня 2003                      | Албанія                              | 1:3                                  | -                                    | Відбіркові матчі ЧЄ-2004             |
| 36                                   | 30 квітня 2003                       | Грузія                               | 0:1                                  | -                                    | Відбіркові матчі ЧЄ-2004             |
| 37                                   | 7 червня 2003                        | Швейцарія                            | 2:2                                  | -                                    | Відбіркові матчі ЧЄ-2004             |
| 38                                   | 20 серпня 2003                       | Ізраїль                              | 1:2                                  | 1                                    | Товариський матч                     |
| 39                                   | 8 червня 2005                        | Німеччина                            | 2:2                                  | -                                    | Товариський матч                     |
| 40                                   | 7 вересня 2005                       | Португалія                           | 0:0                                  | -                                    | Відбіркові матчі ЧС-2006             |
| 41                                   | 8 жовтня 2005                        | Люксембург                           | 5:1                                  | -                                    | Відбіркові матчі ЧС-2006             |
| 42                                   | 12 жовтня 2005                       | Словаччина                           | 0:0                                  | -                                    | Відбіркові матчі ЧС-2006             |
| 43                                   | 27 травня 2006                       | Іспанія                              | 0:0                                  | -                                    | Товариський матч                     |
| 44                                   | 23 травня 2008                       | Казахстан                            | 6:0                                  | -                                    | Товариський матч                     |
| 45                                   | 28 травня 2008                       | Сербія                               | 2:1                                  | -                                    | Товариський матч                     |
| 46                                   | 4 червня 2008                        | Литва                                | 4:1                                  | -                                    | Товариський матч                     |
| 47                                   | 10 червня 2008                       | Іспанія                              | 1:4                                  | -                                    | Фінальні ЧЄ-2008                     |
| 48                                   | 14 червня 2008                       | Греція                               | 1:0                                  | -                                    | Фінальні ЧЄ-2008                     |
| 49                                   | 18 червня 2008                       | Швеція                               | 2:0                                  | -                                    | Фінальні ЧЄ-2008                     |
| 50                                   | 21 червня 2008                       | Нідерланди                           | 3:1                                  | -                                    | Фінальні ЧЄ-2008                     |
| 51                                   | 26 червня 2008                       | Іспанія                              | 0:3                                  | -                                    | Фінальні ЧЄ-2008                     |
| 52                                   | 20 серпня 2008                       | Нідерланди                           | 1:1                                  | -                                    | Товариський матч                     |
| 53                                   | 10 вересня 2008                      | Уельс                                | 2:1                                  | -                                    | Відбіркові матчі ЧС-2010             |
| 54                                   | 11 жовтня 2008                       | Німеччина                            | 1:2                                  | -                                    | Відбіркові матчі ЧС-2010             |
| 55                                   | 15 жовтня 2008                       | Фінляндія                            | 3:0                                  | -                                    | Відбіркові матчі ЧС-2010             |
| 56                                   | 28 березня 2009                      | Азербайджан                          | 2:0                                  | -                                    | Відбіркові матчі ЧС-2010             |
| 57                                   | 1 квітня 2009                        | Ліхтенштейн                          | 1:0                                  | -                                    | Відбіркові матчі ЧС-2010             |
| 58                                   | 10 червня 2009                       | Фінляндія                            | 3:0                                  | -                                    | Відбіркові матчі ЧС-2010             |
| 59                                   | 12 серпня 2009                       | Аргентина                            | 2:3                                  | -                                    | Товариський матч                     |
| 60                                   | 5 вересня 2009                       | Ліхтенштейн                          | 3:0                                  | -                                    | Відбіркові матчі ЧС-2010             |
| 61                                   | 9 вересня 2009                       | Уельс                                | 3:1                                  | -                                    | Відбіркові матчі ЧС-2010             |
| 62                                   | 14 жовтня 2009                       | Азербайджан                          | 1:1                                  | -                                    | Відбіркові матчі ЧС-2010             |
| 63                                   | 14 листопада 2009                    | Словенія                             | 2:1                                  | -                                    | Відбіркові матчі ЧС-2010             |
| 64                                   | 18 листопада 2009                    | Словенія                             | 0:1                                  | -                                    | Відбіркові матчі ЧС-2010             |
| 65                                   | 3 березня 2010                       | Угорщина                             | 1:1                                  | -                                    | Товариський матч                     |

## Досягнення

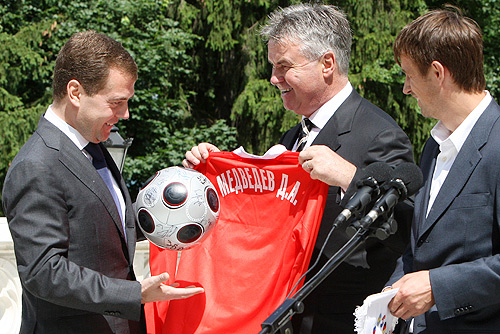
Сергій Семак з президентом Росії Дмитром Медведєвим та тренером збірної Гусом Гіддінком піссля здобуття бронзових медалей Євро-2008.

Гравець

### Командні
ЦСКА Москва
- Чемпіон Росії: 2003
- Володар Кубку Росії: 2002
- Володар Суперкубка Росії: 2004

ПСЖ
- Володар Кубка Франції: 2006

Рубін
- Чемпіон Росії (2): 2008, 2009
- Володар Суперкубка Росії: 2010

Зеніт
- Чемпіон Росії (2): 2010, 2011/12
- Володар Суперкубка Росії: 2011

Збірна Росії
- Бронзовий призер чемпіонату Європи: 2008

Тренер
Зеніт
- Чемпіон Росії (6): 2018–19, 2019–20, 2020–21, 2021–22, 2022–23, 2023–24
- Володар Кубка Росії (2): 2019–20, 2023–24
- Володар Суперкубка Росії (5): 2020, 2021, 2022, 2023, 2024

### Особисті
- У списках 33 найкращих футболістів чемпіонату Росії (7): № 1 — 1998, 1999, 2000, 2001, 2002, 2009; № 2 — 2008; № 3 — 1997.
- У рамках премії «Золота підкова» двічі отримував «Золоту підкову» (2002, 2004) і один раз — «Бронзову підкову» (2003).
- Член Клубу 100 російських бомбардирів (2007).
- Член Клубу Григорія Федотова (2007).
- Член Клубу Ігоря Нетто (2008).
- Рекордсмен Росії за кількістю матчів — 456 і (спільно з Дмитром Лоськовым) за кількістю сезонів у вищому дивізіоні — 19[22].
- Заслужений майстер спорту (2005).
- Журі конкурсу «Чемпіонату Росії з футболу — 20 років» поряд з Ігорем Денисовим визнаний кращим опорним півзахисником російських чемпіонатів 1992—2012 років[23].

## Сім'я
Батько — Богдан Михайлович, Мати — Валентина Федорівна.
Має чотирьох братів. Двоє з них — колишні футболісти: Андрій (нар. 9 грудня 1974) виступав в нижчих лігах України та Росії та Микола (нар. 7 листопада 1986), який також грав у нижчих лігах Росії.
Дружина — Ганна.
Діти — Ілля (від першої дружини Світлани), Семен, який навчався в академії «Зеніта», Іван, Майя, що займалася кінним спортом) — дочка Ганни від першого шлюбу (Сергій Семак — її третій чоловік).
4 листопада 2009 року у Сергія та Анни народилася дочка Варвара. Повідомлення про те, що її назвали Барселоною, виявилося жартом.
6 квітня 2011 року народився син Сава. 22 лютого 2013 року народилася дочка Іларія. В липні 2016 року подружжя удочерили дівчинку Таню з обмеженими можливостями.

## Факти
- Був єдиним гравцем збірної Росії на Євро-2008, який народився не на території Росії.
- Єдиний гравець, який ставав чемпіоном Росії у складі трьох команд[31].
- Є «обличчям» ігри FIFA 11 в Росії[32].
- Поїхав на Євро-2008 як капітан, хоча не провів жодного матчу у відбірковому турнірі до цієї першості.
- Є особою французької чоловічого одягу Daniel Hechter[33].
- У 2007 році знявся в телесеріалі «Татусеві дочки».
- Стовідсотковий власник краснодарської компанії «Назаріс», яка займається виробництвом круп і спеціалізується на скупці і переробці рису; бенефіціарний власник московської компанії «Лімо Клуб», що спеціалізується на прокаті весільних лімузинів[34].
- Один з 16 гравців, яким вдалося забити гол у вищій лізі Росії у віці до 18 років.
- Внесений до чорного списку на сайті «Миротворець» за пропаганду війни в Україні та посягання на територіальну цілісність.